# Daniel Glattauer
Daniel Glattauer (Viena, 19 de mayo de 1960) es un escritor y periodista austriaco. Nació en Viena, donde actualmente vive y trabaja. Anteriormente era un columnista del diario Der Standard, aunque es más conocido por su novela epistolar dialógica Contra el viento del norte y su secuela Cada siete olas.
Sus trabajos literarios han sido traducido a cuarenta idiomas, vendiéndose  alrededor de tres millones de copias, y adaptados para la radio, teatro, televisión y  cine. En 2006, fue nominado para el German Book Prize (Deutscher Buchpreis) por su novela Contra el viento del norte.

## Biografía
Glattauer nació en Viena el 19 de mayo de 1960 y se mudó a Favoriten, el décimo distrito de la ciudad, donde también fue a la escuela en el Neulandschule Laaerberg. En el bachillerato, a los dieciséis años, empezó a escribir sus primeros poemas románticos y pequeñas historias que permanecen sin publicar. En privado, también compuso canciones para guitarra.
Después de graduarse en 1978, ingresó en la Universidad de Viena en 1979, para estudiar pedagogía e historia del arte donde también hizo su doctorado en 1985, escribiendo su disertación sobre "the evil in the upbringing". El mismo año, cuando contaba veinticinco, conoció a Lisi, con quien se casó veinte años después. Ella llevó consigo a su hijo de cinco años, Thomas, a la relación, y creció junto con ellos.
Glattauer no es el único periodista y escritor en la familia. Herbert O. Glattauer, su padre, es un escritor y periodista jubilado, habiendo publicado varios libros. También escribió alrededor de cuarenta historias cortas bajo el pseudónimo 'Oscar Hannibal Pippering', caracterizando a un detective privado que tiene el mismo nombre. El hermano de Daniel, Nikolaus, es un periodista, escritor y profesor en Viena, ha publicado varios libros con un toque cómico educativo.

## Libros

### Novelas
- La huella de un beso (Der Weihnachtshund), 2000.
- Porque sí (Darum), 2002.
- Contra el viento del norte (Gut gegen Nordwind), 2006.
- Cada siete olas (Alle sieben Wellen), 2009. Secuela de Contra el viento del norte.
- Siempre tuyo (Ewig Dein), 2012.
- Un regalo que no esperabas (Geschenkt), 2014.
- Die spürst du nicht, 2023.
- In einem, 2025.

### Teatro
- Falsch verbunden. Kurzoper in 15 Minuten, 2007. Música de Johanna Doderer.
- Terapia amorosa (Die Wunderübung), 2014.
- Vier Stern Stunden, 2018.
- Love Money: A Comedy, 2020.

### Artículos
- Die Ameisenzählung. Kommentare zum Alltag aus Der Standard. Deuticke Verlag, Wien 2001, ISBN 3-216-30606-2.
- Die Vögel brüllen. Kommentare zum Alltag. Deuticke Verlag, Wien 2004, ISBN 3-216-30729-8.
- Schauma mal. Kolumnen aus dem Alltag. Deuticke Verlag, Wien 2009, ISBN 978-3-552-06094-4.
- Mama, jetzt nicht! Kolumnen aus dem Alltag. Deuticke Verlag, Wien 2011, ISBN 978-3-552-06167-5.

### Otros
- Theo (Theo und der Rest der Welt), 1997.
- Bekennen Sie sich schuldig? Geschichten aus dem grauen Haus. Döcker Verlag, Wien 1998, ISBN 3-85115-261-1.
- Rainer Maria sucht das Paradies. Mit Illustrationen von Johanna Roither. Deuticke Verlag, Wien 2008, ISBN 978-3-552-06082-1.
- Der Karpfenstreit. Die schönsten Weihnachtskrisen. Mit Bildern von Michael Sowa, Sanssouci, München 2010, ISBN 978-3-8363-0243-2.
- Theo. Antworten aus dem Kinderzimmer. Anthologie. Deuticke Verlag, Wien 2010, ISBN 978-3-552-06140-8.

## Premios y nominaciones
- Nominación para el German Book Prize 2006 por Contra el viento del norte.
- Premio Buchliebling 2007, en la categoría literatura, novela, ficción, por Contra el viento del norte.